# 熊木陸斗
熊木 陸斗（くまき りくと、1990年5月14日 - ）は、日本の俳優、モデル。新潟県出身。WYS Relation所属（アームプロモーションと業務提携）。

## 略歴
2013年、假屋崎省吾と桂由美主催Mr.花婿コンテストでグランプリ受賞後、大学在学中にスカウトされ、活動を始める。

## 人物
弟がいる。特技は殺陣、ダンス、サッカー、スノボー、韓国語。
子供のころは『五星戦隊ダイレンジャー』『忍者戦隊カクレンジャー』を観ており、弟と一緒に『仮面ライダークウガ』『仮面ライダーアギト』『仮面ライダー龍騎』を観ていたという。また、交流のある先輩や後輩が出演していた『宇宙戦隊キュウレンジャー』『仮面ライダーゼロワン』なども観ていたという。

## 出演

### テレビドラマ
- 渡る世間は鬼ばかり2016 後篇（2016年9月19日、TBS） - 辰男 役
- 隣の家族は青く見える 第1話（2018年1月18日、フジテレビ） - 結婚式三次会に参加する友達 役
- FINAL CUT 第4話（2018年1月30日、カンテレ・フジテレビ系） - イケメン美容師 役
- TOKYOストーリーズ「つじつま」（2019年3月9日、BSフジ / 5月9日、フジテレビ）
- アライブ がん専門医のカルテ 第8話（2020年2月27日、フジテレビ）
- U-NEXT presents あと3回、君に会える（2020年3月31日、カンテレ・フジテレビ系）
- 駐在刑事 Season3 第2話（2022年1月21日、テレビ東京） - 木島秀樹 役
- 復讐の未亡人 第1話、第7話・最終話（2022年7月8日・8月19日・26日、テレビ東京）
- 善人長屋 第7話・最終話（2022年8月19日・26日、NHK BSプレミアム・NHK BS4K） - 佐平 役
- アキラくん 第2話（2022年9月13日、TOKYO MX） - 警察官 役
- 警視庁考察一課 第5話（2022年11月14日、テレビ東京） - 風祭龍一郎 役[8]
- 隣の男はよく食べる 第3話（2023年4月27日、テレビ東京） - 韓流ドラマの男 役
- 仮面ライダーガッチャード（2023年9月3日 - 2024年8月25日、テレビ朝日） - ミナト 役[9]、セイゾンビの声[10]

### ウェブドラマ
- ミス・シャーロック/Miss Sherlock 第7話・最終話（2018年6月8日・15日、Hulu×HBOアジア） - 公安部 役
- 会社は学校じゃねぇんだよ 第1話・第4話（2018年4月21日・5月12日、AbemaTV）
- 恋愛ドラマな恋がしたい 第2シーズン（2018年12月1日 - 2019年2月16日、AbemaTV） - リク[6]
- 取り立て屋ハニーズ 第11話（2021年6月4日、ひかりTV）
- 復讐の未亡人 第1話、第7話・最終話（2022年3月9日・24日、Paravi先行配信）
- 古書堂ものがたり 第9話・最終話「罪なき咎人」（2023年6月6日・13日、Lemino・ひかりTV） - 漆澤順平 役
- セイサイのシナリオ（2024年12月27日、BUMP） - 大鳥良平 役[11]
- チョコっとだけ… EP3・EP6・EP7（2025年2月5日・10日・12日、TikTok） - マサキ 役[12]
- 冥黒の黙示録 ラケシス（2025年4月6日、東映特撮ファンクラブ） - ミナト 役[13]

### 映画
- Tokyo Loss「絆 -KIZUNA-」（2015年製作、2018年公開） - 誠 役
- 海すずめ（2016年7月2日、アークエンタテインメント） - 土井淳 役
- 龍帝 -DRAGON EMPEROR-（2016年10月15日、龍帝プロジェクト） - 黒尖慶 役
- 母 小林多喜二の母の物語（2017年2月25日、現代ぷろだくしょん）
- 國の狗（2018年2月16日 - 18日、原宿 CAPSULEにて上映） - 八代 役[14]
- 銀魂2 掟は破るためにこそある（2018年8月17日、ワーナー・ブラザース映画） - 真選組隊士 役
- 平らな和（2019年5月10日 - 12日、シネマハウス大塚にて上映） - 葛城 役
- MANRIKI（2019年11月29日、HIGH BROW CINEMA / 東映ビデオ）
- ハチワン結婚相談所（2019年12月8日、第8回八王子Short Film映画祭にて上映） - 越野汰月 役
- ふたり〜あなたという光〜（2021年1月29日、日比谷図書文化館 日比谷コンベンションホールにて上映） - 加藤崇 役
- NO CALL NO LIFE（2021年3月5日、アークエンタテインメント） - 教師 役[15]
- HiGH&LOW THE WORST X（2022年9月9日、松竹）
- 仮面ライダーシリーズ（東映）
  - 仮面ライダー THE WINTER MOVIE ガッチャード&ギーツ 最強ケミー★ガッチャ大作戦（2023年12月22日） - ミナト 役[16]
  - 仮面ライダーガッチャード ザ・フューチャー・デイブレイク（2024年7月26日） - ミナト[17]、アルザード 役[18]

### 舞台
- 劇団インフルエンザ 旗揚げ横浜公演「華氏102℉ -幕末無宿・青春列伝-」（2014年6月6日 - 8日、横浜にぎわい座 のげシャーレ） - 新選組隊長 役
- 第3回銀座・演劇フェスティバル 青年芸術家協会公演「夏の夜の夢」（2015年1月22日 - 25日、銀座みゆき館劇場） - ライサンダー 役
- あなたを待ちながら【スイート版】（2015年12月2日 - 6日、築地ブディストホール） - 後藤田義隆 役
- ラジオドラマ風朗読劇 ミュージカル「病は気から」（2016年3月25日 - 28日、築地ブディストホール） - クレアント 役
- HERO 〜新選組外伝〜（2016年5月18日 - 22日、池袋シアターグリーン BIG TREE THEATER） - 藤堂平助 役
- ミュージカル ブルースな日々♪「夢に向かって」（2016年6月22日 - 26日、築地ブディストホール） - ダイヤ版キャスト・竹之内 役
- 平成時代劇 片肌☆倶利伽羅紋紋一座「ざ☆くりもん」二○一七年 新春三館同時本公演『父娘旅情』（2017年1月3日 - 9日、シアターグリーン BOX in BOX THEATER） - 格之進 役
- ミュージカル 風雲新撰組〜熱誠〜（2017年3月1日 - 5日、シアター1010） - A班・香川敬三 役[19]
- Xplayer（2017年8月22日、赤坂BLITZ） - ラブリー本多 役
- TOP's & BOTTOM's（2018年8月7日、赤坂BLITZ / 8月18日、三鷹公会堂 BOP） - レッド 役
- TRIPLE PLAY presents ダンス&ミュージカル「星の見た夢」（2019年8月22日・23日、スクエア荏原 ひらつかホール / 9月1日、小岩アーバンプラザ） - シリウス 役
- VOICE（2020年4月28日 - 5月5日→2021年4月29日 - 5月9日、シアターグリーン BIG TREE THEATER） - ボス 役[注 1]
- エグジスタンス〜居場所を求めて〜（2020年9月20日・21日、渋谷区文化総合センター大和田 伝承ホール） - チーム・OMEGA
- モンタージュ〜届けたい一通のラブレター〜（2020年10月14日 - 18日、萬劇場） - 主演・畑山アキラ 役
- RANPO chronicle 妄想博覧会〜カフェ・ド・ミラージュ〜「D坂の殺人事件」（2021年11月25日 - 28日、シアターブラッツ） - 明智小五郎 役
- タカハシシンノスケの総天然色舞台 第一回公演「恋する男」（2025年1月10日 - 13日、ブルースクエア四谷） - タバタ 役[20]

### 配信番組
- くまきの小麦中毒（2024年9月13日 - 、NATSLIVE）[注 2][21]

### モデル
- 假屋崎省吾と桂由美主催「第3回ミスター花婿コンテスト」グランプリ（2013年）
- 刀剣乱舞-ONLINE- 公式イメージポーズ写真集（2016年11月11日、新紀元社）[22]
- フットサルブランド「goleador」web & カタログ（2016年 - 2022年）

### CM
- レジェンドベースボール レジェンドスポーツヒーローズ（2018年）
- 三菱地所レジデンス ザパークハウス津田沼（2018年2月 - 2020年）
- AOKIホールディングス 60周年記念 SPECIAL MOVIE（2018年9月）
- Panasonic オール電化（2018年10月 - 2019年）[注 3]
- フィリップモリス（2018年）
- ファミリーマート toto BIG（2018年）
- Pairs（2018年）[注 4]
- SBI 住宅ローン（2019年1月 - 2020年1月）
- NITE 製品評価技術基盤機構（2019年3月 - 2022年3月）
- アサヒ飲料 ウィルキンソン「ドライセブン7%」篇
- アサヒビール Novelbright×SUPER DRY「#うち飲み乾杯Twitterキャンペーン!」（2020年4月25日 - 5月6日）
- SUBARU SUBARU XV ワガママな私のSUV「XVでキャンプデビュー」篇（2020年12月28日 - 2022年10月）[注 4]
- エカテラ・ジャパン・サービス リプトン 水出しアイスティー「夏もやっぱり、淹れたてがおいしい。」篇（2022年3月1日 - ）[23]
- JR東海 ダイヤ改正2024「リビング編」（2024年3月 - 6月）
- 大塚製薬 オロナミンC web movie「仮面ライダーガッチャード 錬金アカデミーミナト先生の特別授業 元気ハツラツ！5つのヒミツ」（2024年5月1日 - ） - ミナト 役[注 5]

### MV
- Saucy Dog「そんだけ」（2023年10月29日）

### オリジナルビデオ
- てれびくん超バトルDVD 仮面ライダーガッチャード どうする!? 宝太郎とりんねがいれかわっちゃった!!（2024年4月） - ミナト 役
- 我ら3年G（ガッチャ）組（2024年4月10日・8月7日） - ミナト / 図書委員長 役
- 仮面ライダーガッチャード GRADUATIONS（2025年6月11日、東映ビデオ） - ミナト 役

## ディスコグラフィ

### キャラクターソング
| 発売日       | 商品名                             | 歌                     | 楽曲                           | 備考                                                                                            |
| ------------ | ---------------------------------- | ---------------------- | ------------------------------ | ----------------------------------------------------------------------------------------------- |
| 2024年7月7日 | One Hint                           | ミナト（熊木陸斗）     | 「One Hint」                   | 特撮テレビドラマ『仮面ライダーガッチャード』関連曲 『仮面ライダーガッチャード SONG BEST』に収録 |
| 2024年9月4日 | 仮面ライダーガッチャード SONG BEST | ガッチャオールスターズ | 「CHEMY×STORY Gotcha Version」 | 特撮テレビドラマ『仮面ライダーガッチャード』関連曲                                              |

## 作品

### デジタル写真集
- 「不器用」（2024年7月29日、集英社）ASIN B0DB7Z5M1R[24]

### ユニットメンバー
1. ↑  本島純政、松本麗世、藤林泰也、安倍乙、富園力也、宮原華音、坂巻有紗、熊木陸斗、加部亜門、福田沙紀